# Археоциаты

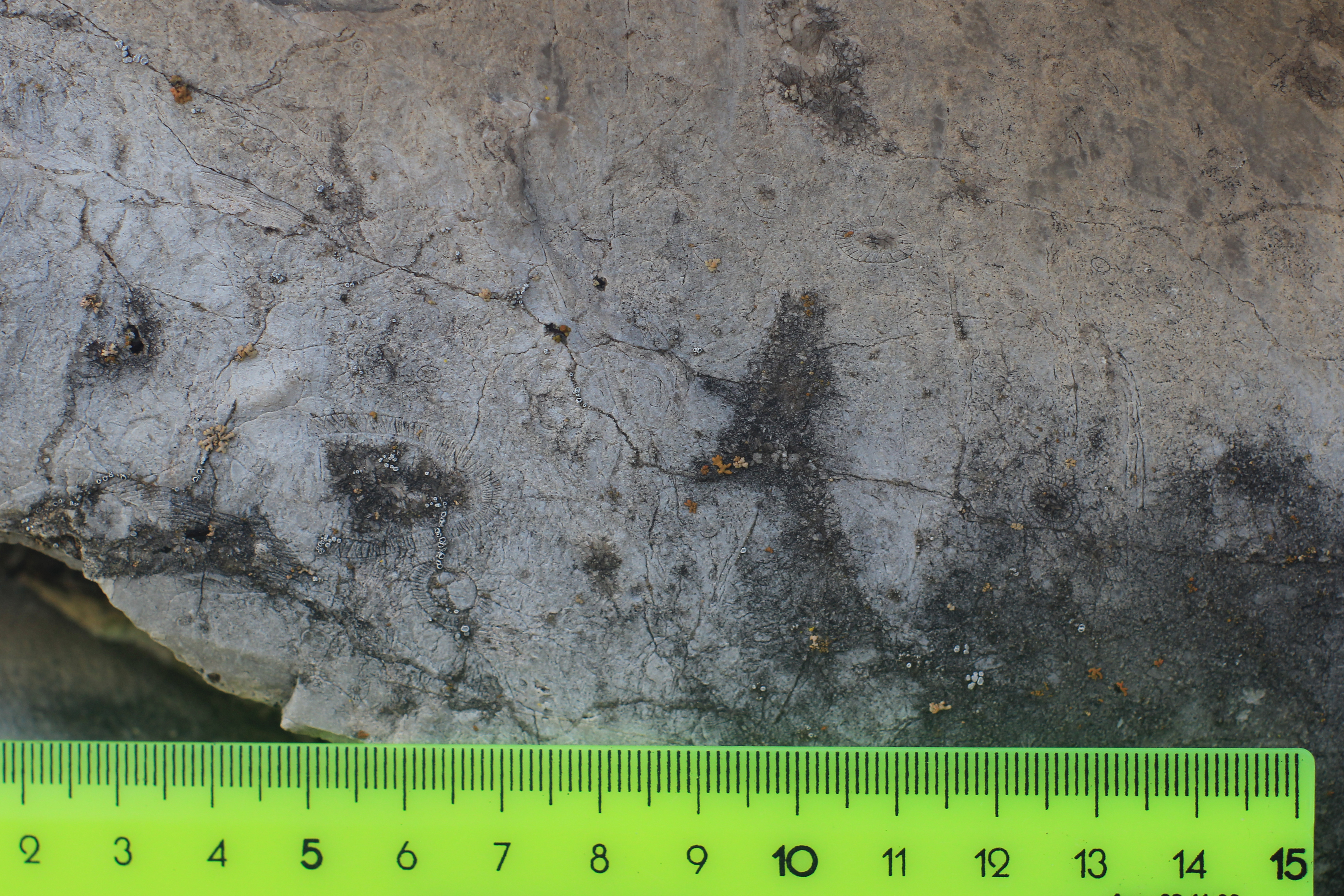
Преимущественно поперечные сечения кубков правильных археоциат на поверхности выветренного известняка

Археоциаты (лат. Archaeocyatha; от др.-греч. ἀρχαῖος κύαθος — древняя чаша) — класс вымерших губок. Появление, расцвет и упадок археоциат приходятся на ранний и средний кембрий. В конце XX века из глубоководных районов к северо-востоку от Австралии был описан вид Vaceletia crypta, который многие исследователи рассматривали как современных археоциат:118; более поздние исследования опровергли эти представления, выявив принадлежность вида к обыкновенным губкам.

## История изучения
Первые находки ископаемых археоциат были сделаны в 1850 году на реке Лена (ошибочно приняты за остатки растения Calamites cannaeformis). Первое описание археоциат появилось в 1861 году и было основано на материалах с полуострова Лабрадор. Долгое время их положение в систематике вызывало разногласия, различными исследователями считались принадлежащими к кораллам, водорослям, губкам или фораминиферам; возможность существования целиком вымершего типа в те времена отметалась. К 1930-м годам исследователи пришли к мнению, что археоциаты являются разновидностью губок. С 1950-х годов наука стала допускать возможным существование типа, не имеющего сохранившихся до наших дней представителей, и большинство учёных стало рассматривать археоциат как отдельный тип, вместе с губками входящий в подцарство Parazoa. Меньшее распространение в это время получила классификация археоциат как представителей царства Archaeata (затем царство Inferibionta). В 1990-е годы возник существующий до сих пор консенсус, согласно которому археоциаты — класс губок.

## История развития
Археоциаты возникли около 525 миллионов лет назад, в томмотском веке, предположительно на территории Восточной Сибири, в других областях Земли появились позже. Резкое вымирание археоциат началось 516 миллионов лет назад (тойонский век) и совпало с распространением обыкновенных губок. В течение недолгого периода своего расцвета археоциаты были очень успешны и разнообразны, известно 120 их семейств и около 300 родов:121, остатки археоциат встречаются на всех материках планеты.

## Классификация
По данным сайта Fossilworks, на декабрь 2016 года в классе выделяют 2 вымерших подкласса и 3 вымерших рода, в них не входящие:
- Подкласс Regulares Vologdin, 1937 — Правильные археоциаты
  - Отряд Acanthinocyathida Okulitch, 1935
  - Отряд Ajacicyathida Bedford & Bedford, 1939 — Аяцициатиды
  - Отряд Capsulocyathida Zhuravleva, 1964
  - Отряд Monocyathida Okulitch, 1943 — Моноциатиды
  - Отряд Tabulacyathida Vologdin, 1956
  - Роды incertae sedis
    - Clathricyathellus Borodina, 1974
    - Pilodicoscinus Debrenne & Jiang, 1989
    - Siderocyathus Debrenne et al., 1990
    - Tumulocyathellus Zhuravleva, 1960
- Подкласс Irregulares Vologdin, 1937 — Неправильные археоциаты
  - Отряд Archaeocyathida Okulitch, 1935 — Археоциатиды
  - Отряд Kazakhstanicyathida
  - Роды incertae sedis
    - Aruntacyathus Kruse & West, 1980
    - Batchatocyathus Vologdin, 1940
    - Batenevia Krasnopeeva, 1961
    - Bicyathus Vologdin, 1939
    - Cornutocyathus Zhuravleva et al., 1997
    - Egiinocyathus Fonin, 1983
    - Graphoscyphia Debrenne, 1974
    - Osadchiites Zhuravleva et al., 1997
    - Palmericyathellus Debrenne, 1970
    - Retilamina Debrenne & James, 1981
    - Rhizacyathus Bedford, 1939
- Роды incertae sedis
  - Adaecyathus Zhuravlev et al., 1983
  - Cryptaporocyathus Korshunov & Zhuravleva, 1967
  - Ramuscyathus Voronin et al., 1982

## Морфология

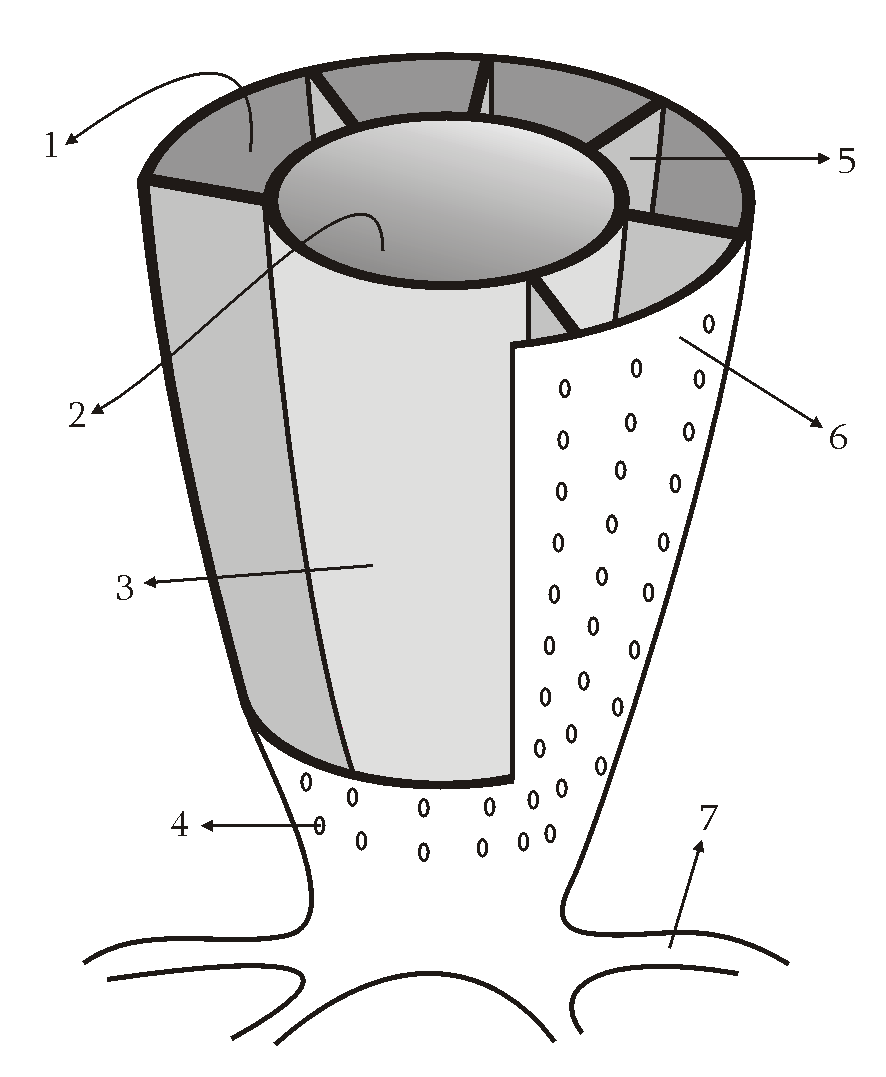
1 — интерваллюм, 2 — центральная полость, 3 — внутренняя стенка, 4 — пора, 5 — септа, 6 — внешняя стенка, 7 — ризоид

Тело археоциат обладало известковым скелетом (кубком), состоящим из пористых пластинчатых образований. Скелет имел одну (у наиболее низкоорганизованных представителей) или две (внутреннюю и внешнюю) стенки. Поры наружной стенки были мельче, чем внутренней, по форме они могли быть округлыми, овальными, прямоугольными или шестигранными. На внутренней стенке могли существовать отростки. Между стенками находился интерваллюм, у одних видов лишённый скелетных элементов, у других содержащий септы (перегородки, прямые пористые пластинки, соединяющие внутреннюю и внешнюю стенки). У неправильных археоциат интерваллюм был заполнен тениями — искривлёнными пористыми пластинками.
Кубки могли иметь различную форму: цилиндрическую, коническую, блюдцеобразную, иногда мешковидную. Диаметр кубка — от 3—5 до 300—500 мм (обычно 10—25 мм); высота была пропорциональной диаметру, от 6—10 до 80—150 мм.
К поверхности археоциаты крепились с помощью каблучка прирастания, у одних видов имевшего высоту 2—5 мм, у других охватывавшего кубок до 13—15 мм.

## Экология
Археоциаты относились к бентосным организмам, обитавшим в морях, главным образом на глубине 20—50 метров (максимальной была глубина 50—100 метров). Большинство вело неподвижный образ жизни, будучи прикреплёнными ко дну или подводным предметам, но, возможно, встречались также и виды, свободно лежащие на дне или пассивно перекатывающиеся по нему. Среди археоциат встречались как одиночные, так и колониальные виды. Благодаря археоциатам появились первые рифы; после их исчезновения рифы стали большой редкостью вплоть до появления коралловых рифов в ордовике.